# Prymnaster
Genre
Prymnaster est un genre d'oursins dits « irréguliers », appartenant à la famille des Schizasteridae.

## Description et caractéristiques
Ce sont des oursins irréguliers dont la bouche et l'anus se sont déplacés de leurs pôles pour former un « avant » et un « arrière ». La bouche se situe donc dans le premier quart de la face orale, et l'anus se trouve à l'opposé, tourné vers l'arrière. La coquille (appelée « test ») s'est également allongée dans ce sens antéro-postérieur.

## Liste des espèces
Selon World Register of Marine Species (31 mars 2015) :
- Prymnaster angulatus Koehler, 1914 – Mer d'Arabie
- Prymnaster investigatoris Koehler, 1914 – Océan Indien occidental